# Beyond Castle Wolfenstein
Beyond Castle Wolfenstein ist der Nachfolger des 2D-Shooters Castle Wolfenstein von 1981. Beyond Castle Wolfenstein wurde von Silas Warner († 2004) geschrieben und 1983 von Muse Software vertrieben. Es erschien für Apple II, DOS und Commodore 64/128. Innerhalb der Wolfenstein-Computerspielreihe stellt es den letzten Teil von Muse Software dar. Später sicherte sich Id Software die Rechte für den Nachfolger Wolfenstein 3D.

## Spielprinzip
Das Spielprinzip ähnelt dem Vorgänger. Dieses Mal ist das Spielziel jedoch, eine Bombe im Führerbunker zu platzieren.

## Entwicklung
Später wurde der Quelltext von Beyond Castle Wolfenstein rekonstruiert und mit dem Spiel von der Witwe des Programmierers freigegeben.

## Rezeption
Auch wenn die Rahmenhandlung eher auf dem Titelbildschirm und der Verpackung des Spiels vorkommt, während im Spiel nur mit einfachen Symbolen gearbeitet wird, gilt es als frühe Form des narrativen Computerspiels.